# Brdo
Der Brdo (deutsch: Bredo) ist mit 587 Metern die höchste Erhebung im Marsgebirge, Tschechien. Er liegt sieben Kilometer südlich der Gemeinde Zdounky.

## Geographie
Der Brdo ist Teil eines zerklüfteten Felsrückens der nach Norden steil zum Tiefland abfällt. Zusammen mit seinem westlichen Nebengipfel Malé Brdo (585 m) ist er der höchste Punkt des Marsgebirges.
Umliegende Orte sind Roštín und Divoky im Norden, die Berghütte Chata Bunč im Osten, Jankovice und Salaš im Südosten, Staré Hutě im Südwesten sowie Zástřizly und Cetechovice im Westen.
Südlich des Gipfels befindet sich der Damm der unvollendeten Autobahn, zwei Kilometer nordöstlich im Wald eine Autobahnbrücke.

## Aussichtsturm
Auf dem Gipfel befindet sich ein 24 m hoher steinerner Aussichtsturm, der einen weiten Ausblick bis zu den Kleinen Karpaten, Weißen Karpaten, dem Altvatergebirge, der Böhmisch-Mährischen Höhe und in das Tal der March bietet. Der nach Plänen der Architekten Svatopluk Sládeček und Bohuslav Stránský erbaute Turm wurde im Jahre 2004 fertiggestellt und am 28. Oktober 2004 durch den Erzbischof von Olmütz und Metropoliten von Mähren, Jan Graubner, eingeweiht, die Baukosten betrugen 5,5 Mio. Kronen. Sein hölzerner Vorgängerbau wurde in den 1970er Jahren wegen Baufälligkeit abgetragen.
Für die Gestaltung des Turmes wurden die Architekten Sládeček und Stránský im Jahre 2005 mit einem Grand Prix Obce Architektů ausgezeichnet.

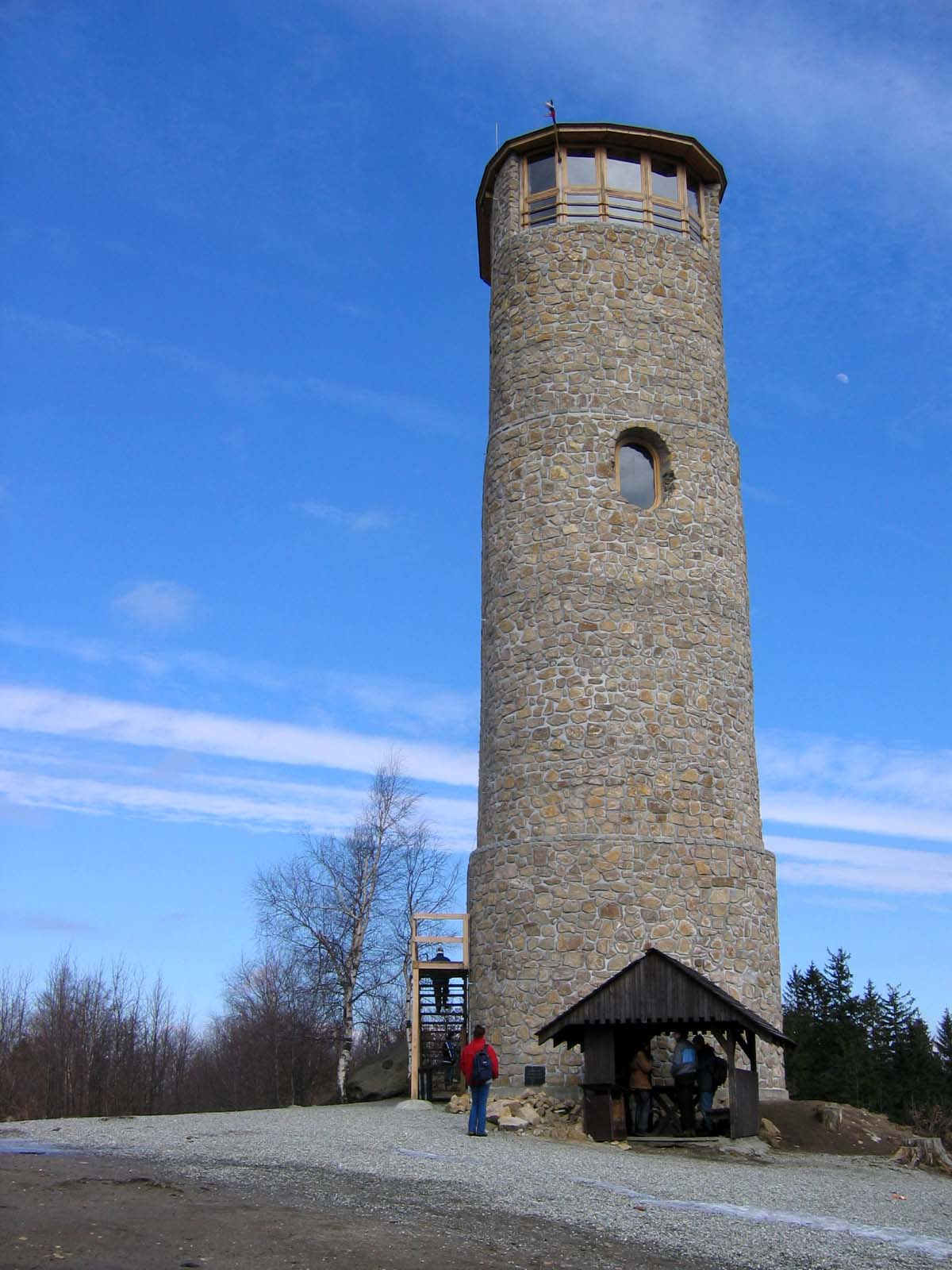
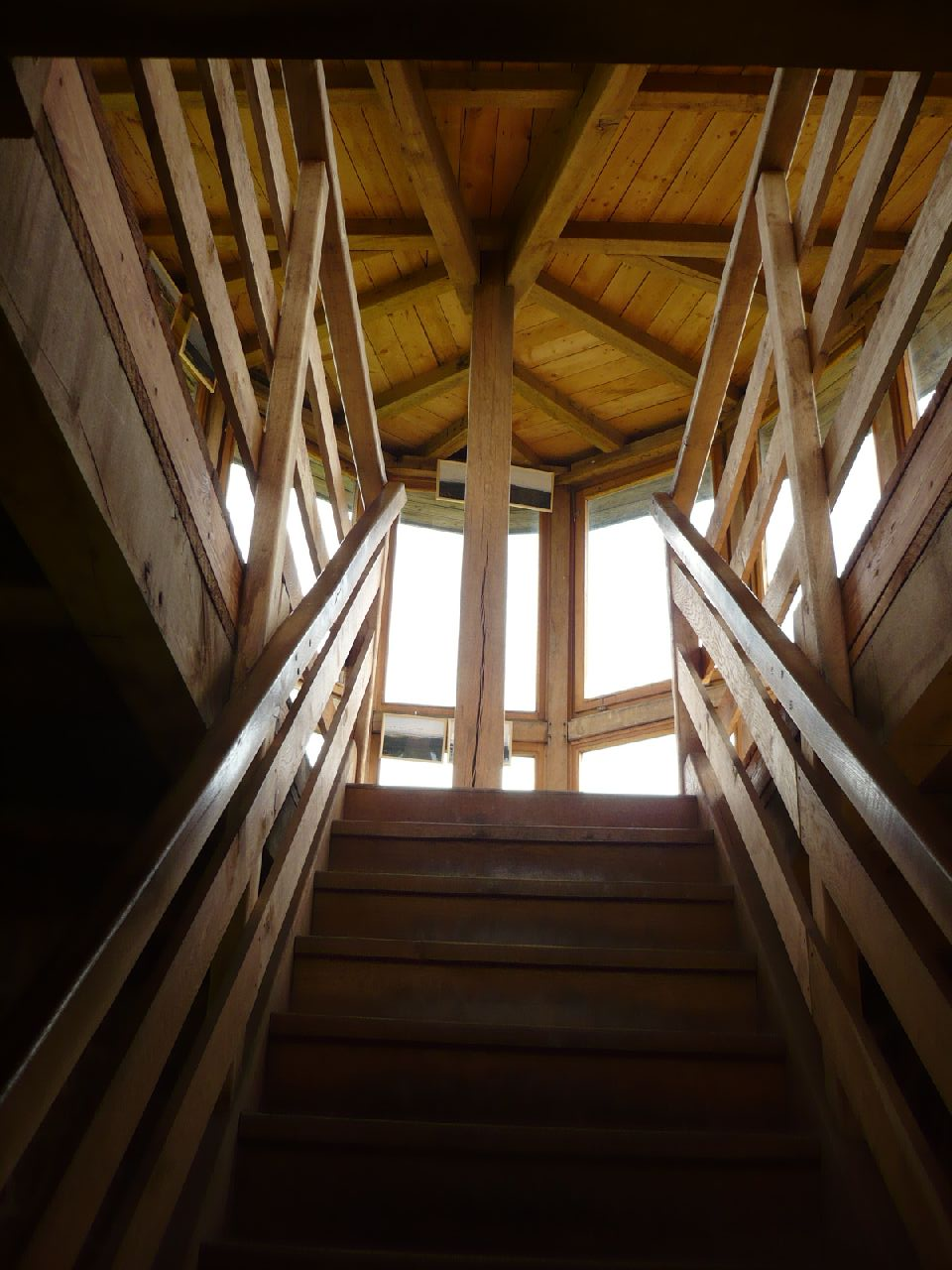